# Louis Brané

a Compétitions nationales et continentales officielles uniquement.

b Matchs officiels uniquement.
Louis Brané, né le 26 décembre 1911 à Ledeuix et mort le 13 juillet 1983 au Creusot, est un joueur de rugby à XV et international français de rugby à XIII évoluant au poste de deuxième ligne dans les années 1930 et 1940.
Formé au rugby à XV au F.C. Oloron, Louis Brané rejoint par la suite le Stade français.
L'arrivée du code de rugby à XIII en France en 1934, portée par Jean Galia, séduit L. Brané qui reste sur la capitale pour intégrer le nouveau club du Paris rugby XIII où joue Roger Claudel. Il y joue trois saisons mais le club ne remporte aucun titre, il rejoint ensuite Toulouse et prend part au lancement du Toulouse olympique XIII. En 1939, la réquisition pour la Seconde Guerre mondiale suspend le Championnat puis le régime de Vichy prend la décision d'interdire le rugby à XIII en France en 1940. Louis Brané se voit contraint de revenir au rugby à XV toujours au Toulouse olympique XIII désormais nommé Toulouse olympique puis rejoint en 1942 le Stade toulousain.

## Biographie
Natif d'Oloron, Louis Brané débute le rugby avec les Edelweiss d'Oloron.
Puis, il débute en équipe première au Football club oloronais en 1931.
En 1932, il rejoint le Stade Français et obtient une licence. Brané passe ensuite à XIII où il devient une figure du jeu.
Dans son club du Paris rugby XII, il se forge une réputation de joueur rugueux. Louis Brané rejoint ensuite Roanne XIII en 1936.
Puis l'année suivante, en 1937, Brané rejoint Toulouse.
En 1942, alors joueur du Toulouse olympique XIII et cuisinier à l'Hôpital de Purpan, il signe au Stade Toulousain, et devient gérant de la brasserie du club.

## Palmarès

### En tant que joueur de rugby à XIII
- Collectif[9] :
  - Vainqueur de la Coupe d'Europe des nations : 1939 (France).
  - Finaliste de la Coupe de France : 1939[10] (Toulouse).

### En tant que joueur de rugby à XV
- Collectif :
  - Vainqueur de la Coupe de France : 1946[10] (Stade toulousain).

### Détails en sélection
| Matchs internationaux de Louis Brané en rugby à XIII | Matchs internationaux de Louis Brané en rugby à XIII | Matchs internationaux de Louis Brané en rugby à XIII | Matchs internationaux de Louis Brané en rugby à XIII | Matchs internationaux de Louis Brané en rugby à XIII | Matchs internationaux de Louis Brané en rugby à XIII | Matchs internationaux de Louis Brané en rugby à XIII | Matchs internationaux de Louis Brané en rugby à XIII | Matchs internationaux de Louis Brané en rugby à XIII | Matchs internationaux de Louis Brané en rugby à XIII | Matchs internationaux de Louis Brané en rugby à XIII | Matchs internationaux de Louis Brané en rugby à XIII |
|                                                      | Date                                                 | Adversaire                                           | Résultat                                             | Compétition                                          | Poste                                                | Points                                               | Essais                                               | Pen.                                                 | Drops                                                |                                                      |                                                      |
| ---------------------------------------------------- | ---------------------------------------------------- | ---------------------------------------------------- | ---------------------------------------------------- | ---------------------------------------------------- | ---------------------------------------------------- | ---------------------------------------------------- | ---------------------------------------------------- | ---------------------------------------------------- | ---------------------------------------------------- | ---------------------------------------------------- | ---------------------------------------------------- |
| sous les couleurs de la France                       |                                                      |                                                      |                                                      |                                                      |                                                      |                                                      |                                                      |                                                      |                                                      |                                                      |                                                      |
| 1                                                    | 28 mars 1935                                         | Angleterre                                           | 15-15                                                | Coupe d'Europe                                       | Deuxième ligne                                       | -                                                    | -                                                    | -                                                    | -                                                    |                                                      |                                                      |
| 2                                                    | 23 novembre 1935                                     | Pays de Galles                                       | 7-41                                                 | Coupe d'Europe                                       | Deuxième ligne                                       | -                                                    | -                                                    | -                                                    | -                                                    |                                                      |                                                      |
| 3                                                    | 16 février 1936                                      | Angleterre                                           | 7-25                                                 | Coupe d'Europe                                       | Deuxième ligne                                       | -                                                    | -                                                    | -                                                    | -                                                    |                                                      |                                                      |
| 4                                                    | 26 avril 1936                                        | Dominion XIII                                        | 8-5                                                  | Test match                                           | Deuxième ligne                                       | -                                                    | -                                                    | -                                                    | -                                                    |                                                      |                                                      |
| 5                                                    | 6 décembre 1936                                      | Pays de Galles                                       | 3-9                                                  | Coupe d'Europe                                       | Deuxième ligne                                       | -                                                    | -                                                    | -                                                    | -                                                    |                                                      |                                                      |
| 6                                                    | 25 février 1939                                      | Angleterre                                           | 12-9                                                 | Coupe d'Europe                                       | Deuxième ligne                                       | 3                                                    | 1                                                    | -                                                    | -                                                    |                                                      |                                                      |
| 7                                                    | 16 avril 1939                                        | Pays de Galles                                       | 16-10                                                | Coupe d'Europe                                       | Deuxième ligne                                       | -                                                    | -                                                    | -                                                    | -                                                    |                                                      |                                                      |